# Норишиге Канај
Норишиге Канај (јап. 金井 宣茂) јапански је лекар и астронаут. Јапанска агенција за истраживање ваздухопловства и свемира изабрала га је за астронаута 2009. године. Први пут боравиће у орбити од краја 2017. године када ће постати члан Експедиција 54/55 на Међународној свемирској станици. Пре него што је изабран за астронаута служио је као лекар у јапанским оружаним снагама, где је стекао чин поручника.